# آرتاسانکس
آرتاسانکس (به فرانسوی: Artassenx) یک کمون در فرانسه است که در canton of Grenade-sur-l'Adour واقع شده‌است. آرتاسانکس ۵٫۵ کیلومتر مربع مساحت دارد ۷۵ متر بالاتر از سطح دریا واقع شده‌است.